# Goupillières (Seine-Maritime)
Goupillières ist eine französische Stadt mit 434 Einwohnern (Stand: 1. Januar 2022) im Département Seine-Maritime in der Region Normandie (vor 2016 Haute-Normandie). Die Gemeinde gehört zum Rouen und zum Kanton Notre-Dame-de-Bondeville (bis 2015 Pavilly).

## Geographie
Goupillières liegt etwa 17 Kilometer nordnordwestlich von Rouen im Pays de Caux. Umgeben wird Goupillières von den Nachbargemeinden Sainte-Austreberthe im Norden und Nordwesten, Sierville im Osten, Fresquiennes im Südosten sowie Pavilly im Süden und Westen.

## Bevölkerungsentwicklung
| 1962                      | 1968 | 1975 | 1982 | 1990 | 1999 | 2006 | 2013 |
| ------------------------- | ---- | ---- | ---- | ---- | ---- | ---- | ---- |
| 268                       | 276  | 256  | 306  | 366  | 371  | 417  | 416  |
| Quelle: Cassini und INSEE |      |      |      |      |      |      |      |

## Sehenswürdigkeiten
- Kirche Saint-Pierre